# Bildungswerk für Heimat und nationale Identität
Das Bildungswerk für Heimat und nationale Identität ist ein eingetragener Verein mit Vereinssitz in Dresden, der als parteinahe Stiftung der Nationaldemokratischen Partei Deutschlands (NPD) fungiert. Als parteinahe Stiftung in der Rechtsform eingetragener Verein unterliegt er keiner staatlichen Aufsicht und Rechnungslegungspflicht. Der Verein wurde am 18. April 2005 gegründet, ohne große öffentliche Aufmerksamkeit zu erzielen oder durch Aktionen auf sich aufmerksam zu machen. Ziel sei es, die „Denkansätze der Dresdner Schule im öffentlichen Diskurs“ zu popularisieren.
Ende 2009 hat das Bildungswerk vom sächsischen Landesverband der Jungen Nationaldemokraten die Herausgeberschaft der Theoriezeitschrift hier & jetzt übernommen. Neuer Chefredakteur ist der ehemalige NPD-Landtagsabgeordnete Arne Schimmer.
Durch den erneuten Einzug der NPD in den sächsischen Landtag 2009 erfüllte die Stiftung ein wichtiges Kriterium für die staatliche Förderung. Deren jährliche Höhe hängt u. a. von der Fraktionsgröße ab, es ist jedoch eine Mindestausstattung von etwa 100.000 Euro vorgesehen, so dass eine Stiftung überhaupt arbeitsfähig sein kann.
Seit dem Jahr 2015 sind keine Aktivitäten des Vereins mehr feststellbar. Auch die Website ist seitdem nicht mehr erreichbar.